# Tegola

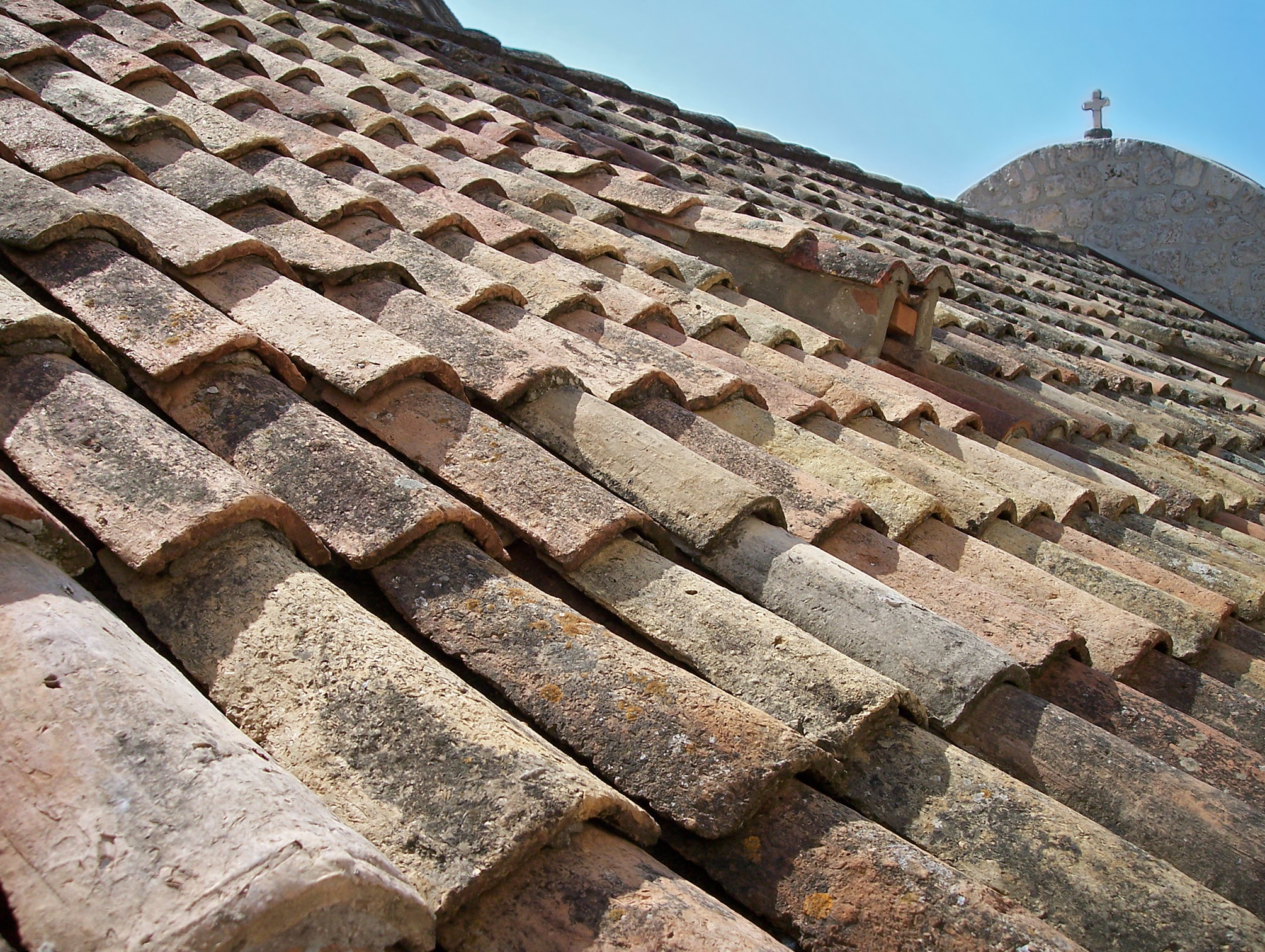
Tipici filari di coppi a Ragusa di Dalmazia

La tegola (dal latino tegere, coprire) è un manufatto avente lo scopo principale di proteggere un edificio dalla pioggia, impedendo che questa si infiltri, danneggiando la struttura e pregiudicando l'abitabilità della casa stessa.

## Descrizione
È solitamente realizzato in materiali resistenti ma allo stesso tempo leggeri, come il laterizio (il più diffuso per quanto attiene a questo tipo di elemento), l'ardesia (o altre rocce), il legno, il cemento, la terracotta o il metallo. Le tegole sono utilizzate solitamente come manto di copertura per le coperture a tetto (o falda inclinata) e costituiscono i cosiddetti "sistemi di copertura discontinui" cioè a piccoli elementi per distinguerli dalle "coperture continue" a grandi lastre.

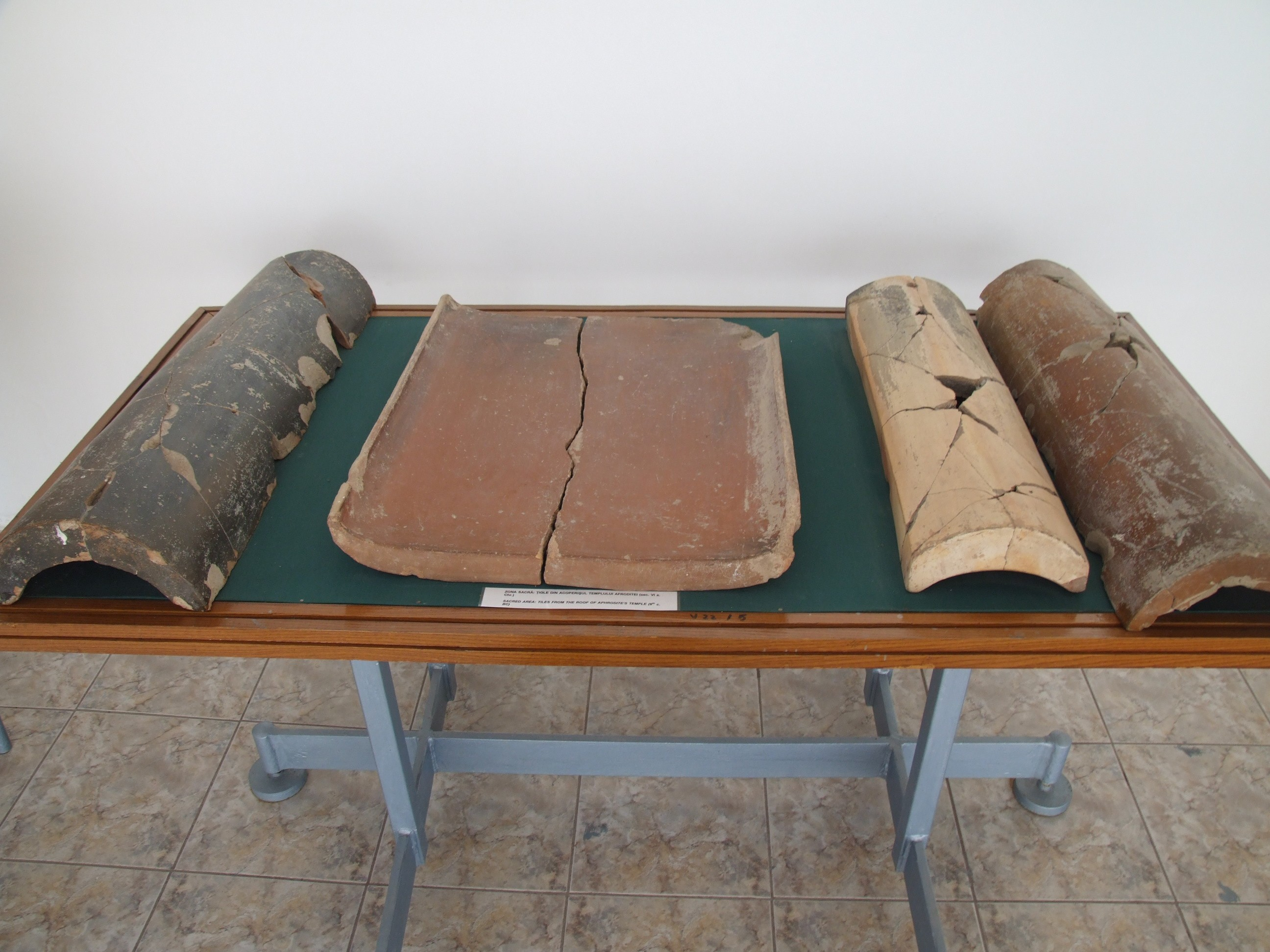
Tegole usate nell'Antica Grecia

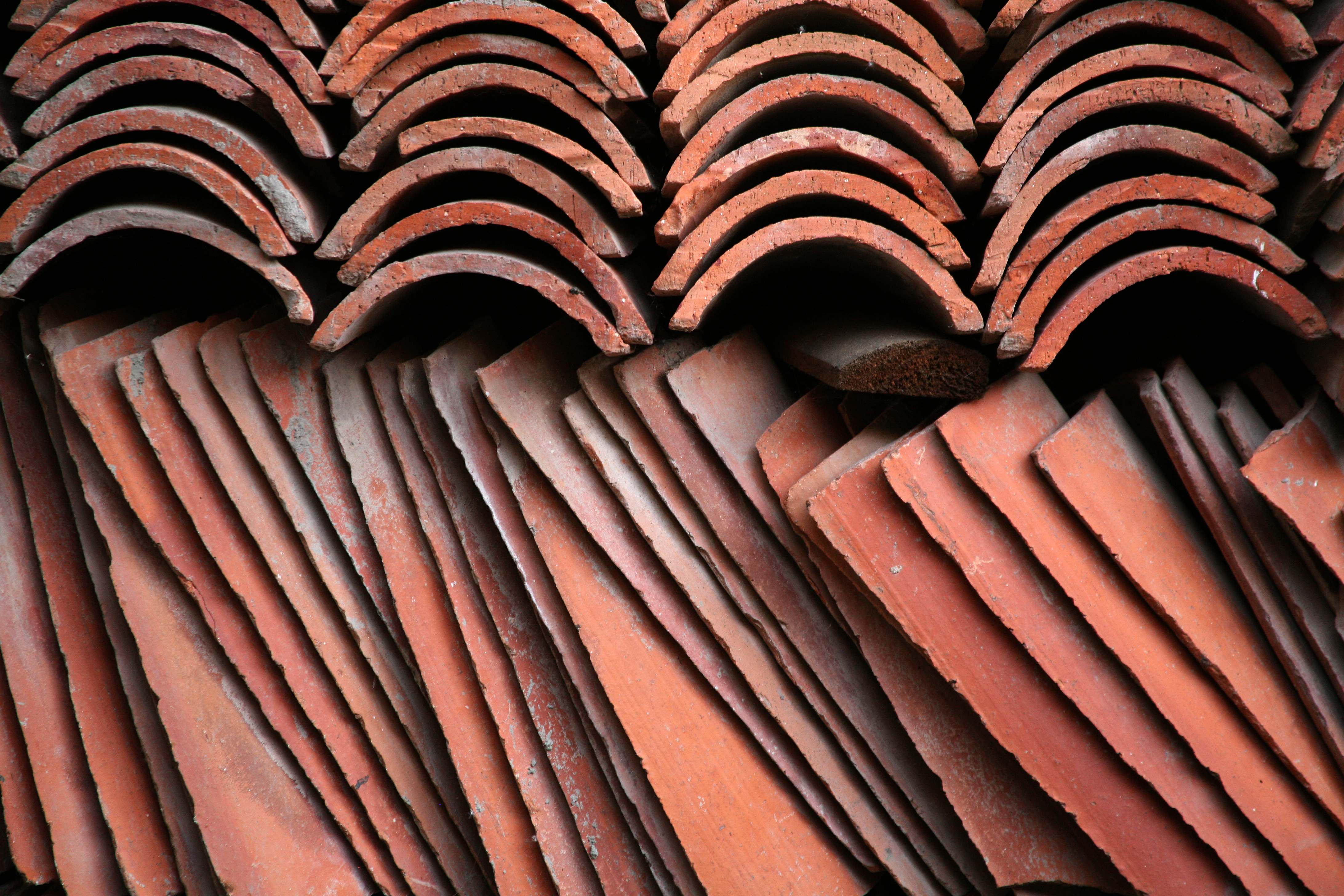
Deposito di coppi.

## Tipologia
Esistono diversi tipi di tegole, evolutesi nel corso dei secoli, che variano a seconda delle località e dei materiali utilizzati e disponibili in quegli anni:
- il coppo veneto o fiorentino, di laterizio a stampo curvo, è il tipo di tegola più diffuso in Italia.
- l'embrice (o tegola romana), di laterizio, di forma piana con bordi rialzati, utilizzata insieme ai coppi per le coperture tradizionali, soprattutto dell'Italia centrale.
- la tegola marsigliese, di laterizio, piana con dei solchi longitudinali, per favorire lo scorrimento delle precipitazioni, e dentelli laterali per la sovrapposizione reciproca.
- la tegola portoghese: di laterizio, ha una onda e una parte piana, su cui si poggia e va ad agganciarsi l'onda della tegola di fianco. La parte ad onda va a restringersi verso l'alto e può avere dei rilievi per agganciarsi alla tegola a monte.
- la tegola a incastro (tuile à emboitement, n. 2), inventata nel 1841 dal francese Xavier Gilardoni, ispirandosi al principio della "tegola fiamminga" storica, economizza peso e superficie evitando il fissaggio individuale alla carpenteria. Di facile impiego, stabile al vento, può adattarsi a tutte le pendenze dei tetti.
- la tegola olandese: di laterizio, di forma simile alla portoghese, ma con onda meno accentuata e d'uguale dimensione in tutta la sua lunghezza, può avere dei rilievi e solchi per agganciarsi a quelle adiacenti.
- tegola canadese
- la lastra d'ardesia o di altre pietre: losa o beola o pioda.
- le scandole di legno.
- le chianche, o chiancarelle in pietra.

## Storia come materiale vernacolare
Le origini delle tegole in argilla sono oscure, ma si ritiene che siano state sviluppate in modo indipendente durante il tardo Neolitico sia nell'antica Grecia che in Cina, prima di diffondersi in Europa e Asia.

### Europa

#### Grecia
Tegole cotte sono state rinvenute nella Casa delle Tegole a Lerna, in Grecia. I detriti trovati nel sito contenevano migliaia di tegole di terracotta cadute dal tetto. Nel periodo miceneo, sono documentate tegole per Gla e Midea.
Le prime tegole del periodo arcaico in Grecia sono documentate in un'area molto ristretta intorno a Corinto, dove le tegole cotte iniziarono a sostituire i tetti di paglia in due templi di Apollo e Poseidone tra il 700 e il 650 a.C. Diffondendosi rapidamente, le tegole furono trovate nel giro di cinquant'anni in molti siti del Mediterraneo orientale, tra cui la Grecia continentale, l'Asia Minore occidentale e l'Italia meridionale e centrale. Le prime tegole greche erano dello stile imbrex e tebula. Sebbene più costose e ad alta intensità di manodopera da produrre rispetto alla paglia, la loro introduzione è stata spiegata dalla loro resistenza al fuoco notevolmente migliorata che forniva la protezione desiderata ai costosi templi.
Solo i muri di pietra appena apparsi, che stavano sostituendo i precedenti muri di mattoni di fango e legno, erano abbastanza resistenti da sostenere il peso di un tetto di tegole. Come effetto collaterale, si è ipotizzato che la nuova costruzione in pietra e tegole abbia inaugurato anche la fine della costruzione del "tetto cinese" (Knickdach) nell'architettura greca, poiché rendevano necessario un tetto esteso come protezione dalla pioggia per i muri di mattoni crudi obsoleti.
Una tegola greca fu responsabile della morte del re molosso Pirro nel 272 a.C. dopo che una donna ne lanciò una alla testa del re mentre stava attaccando suo figlio.

#### Impero Romano
Tegole simili ai disegni greci continuarono ad essere utilizzate durante il regno dell'Impero Romano. Erano una caratteristica comune nelle città romane, nonostante il fatto che una singola tessera spesso costasse l'equivalente di un giorno e mezzo di paga. Le tegole erano comunemente usate come armi improvvisate durante le rivolte cittadine, poiché erano una delle poche armi disponibili per gli abitanti delle città dell'epoca.
I tetti romani a imbrex e tebula generalmente evitavano l'uso di chiodi e venivano invece tenuti in posizione per gravità, è possibile che questo fosse uno dei motivi per cui le loro tegole furono trovate su tetti a falda bassa.
I romani diffusero l'uso e la produzione di tegole nelle loro colonie in Europa, con fornaci e fabbriche di tegole costruite a ovest e a nord fino alla Spagna e alla Gran Bretagna. I primi documenti suggeriscono che le opere in mattoni e tegole furono considerate sotto il controllo dello stato romano per un periodo di tempo.

#### Nord Europa
Si ritiene che i Romani abbiano introdotto l'uso delle tegole in argilla in Gran Bretagna dopo la loro conquista nel 43 d.C. I primi siti conosciuti per la produzione di tegole si trovano vicino al Palazzo Romano di Fishbourne. Le prime tegole prodotte in Gran Bretagna seguivano lo stile romano imbrex e tebula, ma includevano anche tegole piatte in scandole, che potevano essere prodotte con meno esperienza.
Per un certo periodo, dopo la dissoluzione dell'Impero Romano, nel Nord Europa la produzione di tegole e decorazioni diminuì. Nel XII secolo l'argilla, l'ardesia e le tegole in pietra iniziarono a vedere un maggiore utilizzo, inizialmente nelle abbazie e nei palazzi reali. Il loro utilizzo fu successivamente incoraggiato all'interno delle città medievali come mezzo per prevenire la propagazione del fuoco. Le semplici tegole piatte divennero comuni durante questo periodo grazie alla loro facilità di produzione.
Le tegole scandinave sono state viste su strutture risalenti al 1500, quando i governanti delle città olandesi richiedevano l'uso di materiali ignifughi. A quel tempo, la maggior parte delle case erano fatte di legno e avevano il tetto di paglia, che spesso causava una rapida propagazione degli incendi. Per soddisfare la domanda, molti piccoli produttori di tegole iniziarono a produrre tegole a mano. Lo stile scandinavo delle tegole è una variazione delle tegole che presentano una forma a "S" sommessa che ricorda un'onda dell'oceano.
In Gran Bretagna, le tegole venivano utilizzate anche per fornire protezione dalle intemperie ai lati degli edifici con struttura in legno, una pratica nota come tile hanging. Un'altra forma di questa pratica è la cosiddetta "tegola matematica" (mathematical tile), che veniva appesa a listelli, inchiodata e poi stuccata. Questa forma di tegolatura imita la muratura ed è stata sviluppata per dare l'aspetto del mattone, ma evitava le tasse sui mattoni del XVIII secolo.

### Asia

#### Cina
Le tegole in argilla sono la forma principale di ceramica storica in Cina, in gran parte dovuta all'enfasi che l'architettura tradizionale cinese pone su un tetto anziché su un muro. Nell'altopiano del Loess sono stati trovati frammenti di tegole risalenti al periodo Longshan, che mostrano alcuni dei primi modelli di pentole e coperture trovati in Asia. Durante la dinastia Song, la produzione di tegole smaltate fu standardizzata nello Yingzao Fashi di Li Jie. Durante le dinastie Ming e Qing, le tegole smaltate divennero sempre più popolari per gli edifici di alto livello, comprese le sale dei palazzi della Città Proibita e i templi cerimoniali come il Tempio del Cielo.

L’architettura cinese è nota per il progresso degli smalti colorati lucidi per le tegole. Marco Polo ne prese nota durante i suoi viaggi in Cina: 
— Il tetto è tutto fiammeggiante di scarlatto, verde, blu, giallo e tutti i colori che esistono, così brillantemente verniciato che brilla come cristallo e il suo colore può essere visto da lontano.

#### Giappone
L'architettura giapponese include Onigawara come ornamento del tetto in combinazione con tetti di tegole. Si tratta generalmente di tegole o statue raffiguranti un orco giapponese (oni) o una bestia temibile. Prima del periodo Heian, ornamenti simili con disegni floreali e vegetali "hanagawara" precedevano l'onigawara.
Gli Onigawara si trovano più spesso nei templi buddisti. In alcuni casi potrebbe mancare il volto dell'orco.

#### Corea
In Corea l'uso delle tegole, noto come giwa, risale al periodo dei Tre Regni, ma fu solo nel periodo di Silla unificato che le coperture in tegole divennero ampiamente utilizzate. Inizialmente le tegole erano riservate ai templi e agli edifici reali come status symbol.
I disegni utilizzati su giwa possono avere significati simbolici, con diverse figure che rappresentano concetti come spiritualità, longevità, felicità e illuminazione. I cinque elementi fuoco, acqua, legno, metallo e terra erano decorazioni comuni durante il periodo dei Tre Regni, e durante la dinastia Goryeo lo smalto Celadon fu inventato e utilizzato per le tegole delle classi superiori.
Molti tetti coreani del dopoguerra sono caratterizzati dal giwa e un simbolo ornamentale comune è il Mugunghwa, il fiore nazionale della Corea del Sud.

#### India

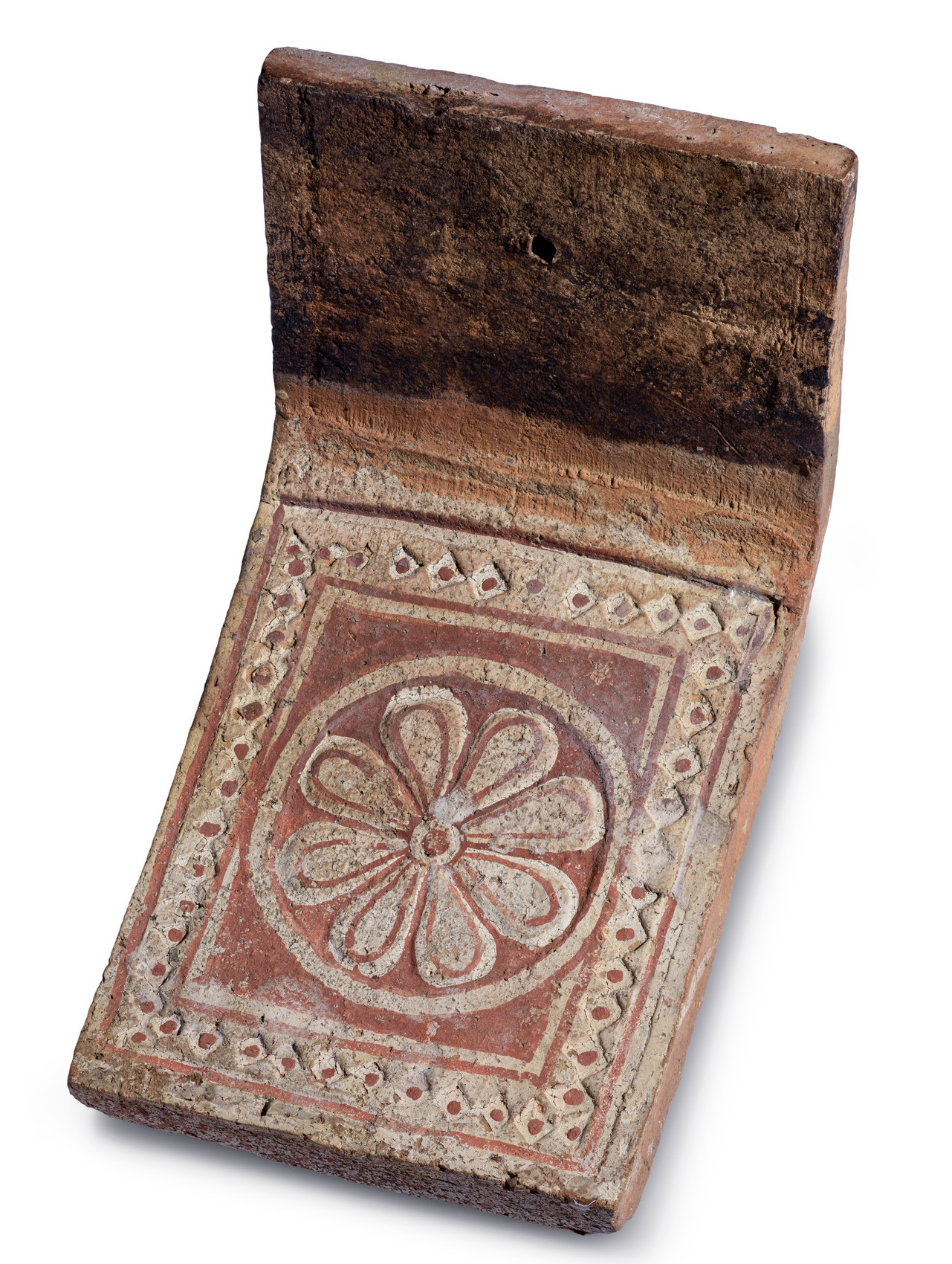
Tegola sottogronda dipinta, Sri Lanka, V secolo.

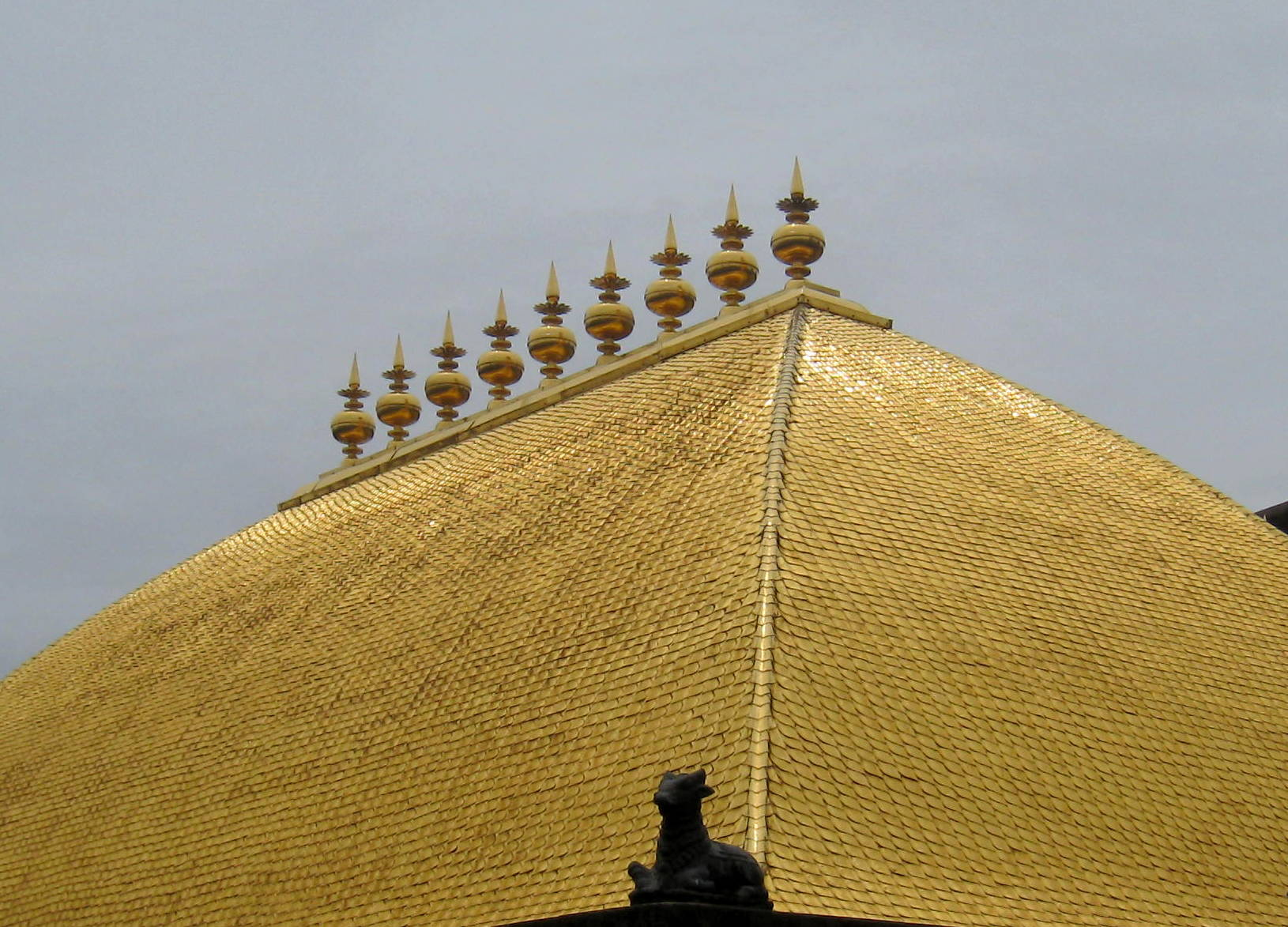
Tegole dorate sul santuario interno del tempio di Nataraja, X secolo, India.

Siti neolitici come Alamgirpur nell'Uttar Pradesh forniscono le prime prove dell'esistenza di tegole. Divennero più comuni durante l'età del ferro e il primo periodo storico durante il primo millennio a.C. Queste prime tegole erano tegole piatte e tegole arrotondate o piegate, una forma diffusa nella valle del Gange e nella penisola indiana, suggerendo che fosse un elemento architettonico essenziale di questo periodo. Questa prima forma di tegole influenzò anche le tegole dei vicini Nepal e Sri Lanka.
Le tegole metalliche in oro, argento, bronzo e rame sono limitate all'architettura religiosa nell'Asia meridionale. Un tempio notevole con tegole dorate è il tempio Nataraja di Chidambaram, dove il tetto del santuario principale nel cortile interno è stato rivestito con 21.600 tegole dorate.

#### Sud-est asiatico
Le tegole piatte rastremate sono state utilizzate in Thailandia, Laos e Cambogia almeno dal IX o X secolo d.C., con un'adozione diffusa dopo il XIV secolo, comunemente per coprire l'architettura tradizionale dei templi buddisti. Queste tegole hanno corpi piatti allungati con l'estremità superiore piegata per l'aggancio al tetto e l'estremità inferiore appuntita.

### Nord America
Le tegole furono introdotte nel Nord America dai colonizzatori europei e in genere erano disegni tradizionali originari del loro paese d'origine.
Pezzi di tegole in argilla sono stati trovati negli scavi archeologici dell'insediamento inglese nella colonia di Roanoke risalente al 1585, e in successivi insediamenti inglesi a Jamestown, Virginia e St. Mary's, Maryland. I coloni spagnoli e francesi portarono i loro disegni e stili di tegole nelle aree in cui si stabilirono lungo quelli che oggi sono gli Stati Uniti meridionali e il Messico, con frammenti di tegole di influenza spagnola trovati a Saint Augustine, in Florida, e stili spagnoli e francesi usati a New Orleans, Louisiana.
I coloni olandesi importarono per primi tegole nei loro insediamenti in quelli che oggi sono gli Stati Uniti nordorientali, e nel 1650 stabilirono una produzione su vasta scala di tegole nella parte superiore della valle del fiume Hudson per rifornire New Amsterdam.
Le tegole in argilla furono prodotte per la prima volta sulla costa occidentale presso la Missione di San Antonio de Padua nel 1780. Questo stile di tegole di influenza spagnola rimane di uso comune in California.
Un sito notevole per la produzione di tegole era Zoar, Ohio, dove una setta religiosa di Zoariti tedeschi formò una comune nel 1817 e produsse i propri tetti in uno stile tedesco a coda di castoro fatto a mano per diversi decenni.
Dal 1700 fino all'inizio del 1800, le tegole in argilla erano un materiale popolare nelle città coloniali americane grazie alla sua resistenza al fuoco, soprattutto dopo l'istituzione dei codici antincendio urbani.
Nonostante il miglioramento dei metodi di produzione, le tegole in argilla caddero in disgrazia negli Stati Uniti intorno al 1820 e alternative più economiche come le scandole di legno e le tegole di ardesia divennero più comuni.

## Storia post-vernacolare

### Tegole in argilla
A partire dalla metà del 1800, l’espansione della produzione industriale permise una produzione più efficiente e su larga scala di tegole in argilla. Allo stesso tempo, la crescente crescita delle città ha mostrato la necessità di materiali ignifughi per limitare il pericolo di incendi urbani, come il Grande Incendio di Chicago del 1871.
Queste condizioni si sono combinate per portare una significativa espansione nell’uso delle tegole, con il passaggio dalle tegole regionali e prodotte a mano alle tegole brevettate e fatte a macchina vendute da aziende di grandi dimensioni.

#### Tegole marsigliesi

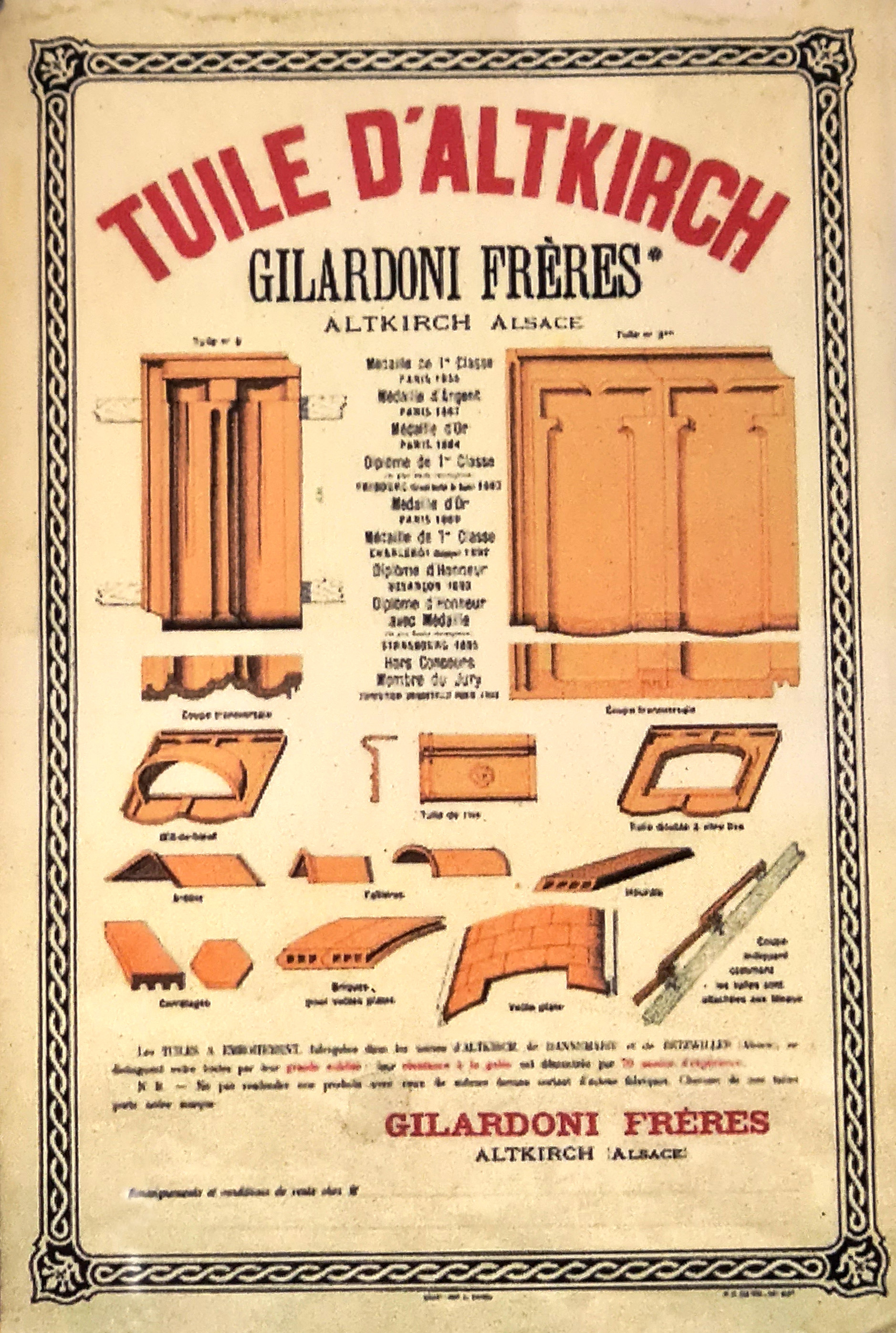
Pubblicità delle tegole marsigliesi, 1919

Le tegole marsigliesi, conosciute anche come tegole francesi, furono sviluppate dai fratelli Gilardoni ad Altkirch, in Francia. Sono tegole in laterizio con giunti verticali alternati che si incastrano per consentire un'elevata copertura della superficie. Queste tegole si distinguono per la superficie a doppia canna, che favorisce un drenaggio efficace.
Il Marsiglia è il primo profilo ad incastro conosciuto e segna un cambiamento significativo nella progettazione delle tegole. Prima di questa tegola, la maggior parte dei profili delle tegole potevano essere realizzati a mano senza la necessità di macchine su larga scala, ma le tegole marsigliesi potevano essere prodotte solo con una pressa per tegole ed erano più convenienti rispetto agli stili vernacolari comparabili. Nel resto del XIX secolo molte aziende iniziarono a perfezionare e sviluppare ulteriori versioni di tegole ad incastro.
I fratelli Gilardoni costruirono una fabbrica nel 1835 e si ritiene che brevettarono il loro primo progetto di tegola in argilla ad incastro nel 1841, con un nuovo design brevettato dieci anni dopo.
Una variazione su questo profilo fu sviluppata quando il missionario tedesco Georg Plebst fondò la prima fabbrica di tegole a Mangalore, Karnataka, India, nel 1860 dopo aver trovato grandi depositi di argilla sulle rive dei fiumi Gurupura e Nethravathi in India. Nel corso degli anni dieci aziende hanno prodotto le tegole Mangalore, che venivano esportate nell'Oceano Indiano e nel subcontinente.
Nel 1881 Wilhelm Ludowici sviluppò la sua tegola Ludowici Z1, un miglioramento rispetto ai precedenti progetti della tegola marsigliese. Il progetto di Ludowici fu presto prodotto in serie in Germania e successivamente negli Stati Uniti dall'azienda Ludowici Roof Tile.
Le tegole marsigliesi di fabbricazione francese furono importate in Australia nel 1886 e in Nuova Zelanda nel 1899. Molte stazioni ferroviarie neozelandesi furono costruite con loro, inclusa Dunedin. La produzione su larga scala di tegole marsigliesi da parte di Wunderlich iniziò in Australia durante la carenza di importazioni in tempo di guerra nel 1916. Dal 1920, le fabbriche di Pargny esportarono tegole in Inghilterra. Nel 1929 Winstone le produceva a Taumarunui, in una fabbrica di tegole fondata intorno al 1910, che fu sostituita da Plimmerton nel 1954.

#### Tegole Conosera
La tegola Conosera è stata sviluppata da George Herman Babcock nel 1889 ed era unica grazie alla sua struttura e al design ad incastro diagonale che consente una maggiore flessibilità di installazione rispetto ad altri modelli di tegole ad incastro.
Conosera è stata inizialmente prodotta e venduta dalla Celadon Terra Cotta Company di Alfred, New York. Dopo la fusione tra la società Ludowici-Celadon nel 1906, il gruppo continuò a produrre tegole Conosera per ordini speciali.

### Tegole in cemento
Le prime tegole di cemento conosciute furono sviluppate nel 1840 da Adolph Kroher. Durante la visita a Grassau, in Baviera, Kroher venne a conoscenza dell'uso dei minerali regionali da parte della gente del posto per creare stucchi e iniziò a sperimentare con il materiale, sviluppando un modello ad incastro a forma di diamante di tegole di cemento che divenne uno dei profili principali della sua azienda. Ha anche prodotto una tegola in cemento simile allo stile scandinavo delle tegole in argilla.
Al fine di ridurre gli elevati costi di spedizione delle sue tegole, Kroher ha adottato per qualche tempo un metodo "fai da te" per la produzione di tegole, in cui vendeva una fornitura di cemento e gli strumenti necessari a un costruttore di case per creare la propria tegola. Ciò aveva lo svantaggio che il cemento veniva preparato da dilettanti e non sempre aveva una preparazione di miscelazione coerente o corretta.
Le tegole di cemento divennero più diffuse in Germania nei decenni successivi dopo che produttori come Jörgen Peter Jörgensen e Hartwig Hüser iniziarono a produrre disegni ad incastro e sovrapposti.
L’industria delle tegole di cemento è cresciuta e si è diffusa a livello internazionale all’inizio del XX secolo, spinta dalla sua convenienza a produrre su larga scala. I ricercatori consideravano le tegole di cemento inferiori alle tegole di argilla, in gran parte a causa delle sue debolezze fondamentali di porosità e impermanenza del colore.

### Tegole di plastica
Le tegole di plastica, commercializzate come tegole composite o sintetiche, sono diventate disponibili verso la fine del XX secolo. La data esatta della loro invenzione non è chiara, ma la maggior parte è diventata disponibile intorno al 2000.
Le tegole di plastica sono generalmente progettate per imitare le tegole di ardesia o argilla e ottengono il loro colore attraverso coloranti sintetici aggiunti alla plastica. Sono prodotti tramite stampaggio ad iniezione.

### Tegole solari
La Dow Chemical Company ha iniziato a produrre tegole solari nel 2005 e molti altri produttori hanno seguito l'esempio. Sono simili nel design alle tegole convenzionali ma con una cella fotovoltaica all'interno per generare elettricità rinnovabile.
Nel 2016 una collaborazione tra le società SolarCity e Tesla ha prodotto una tegola stampata idrograficamente che sembra essere una tegola normale dal livello stradale ma è trasparente alla luce solare se vista direttamente. Tesla ha successivamente acquisito SolarCity e il prodotto di scandole solari è stato descritto come "un flop" nel 2019. L'azienda ha successivamente abbandonato l'affermazione secondo cui le sue tegole erano tre volte più resistenti delle tegole standard, senza specificare il motivo per cui si è ritirata da tale affermazione.

## Galleria d'immagini

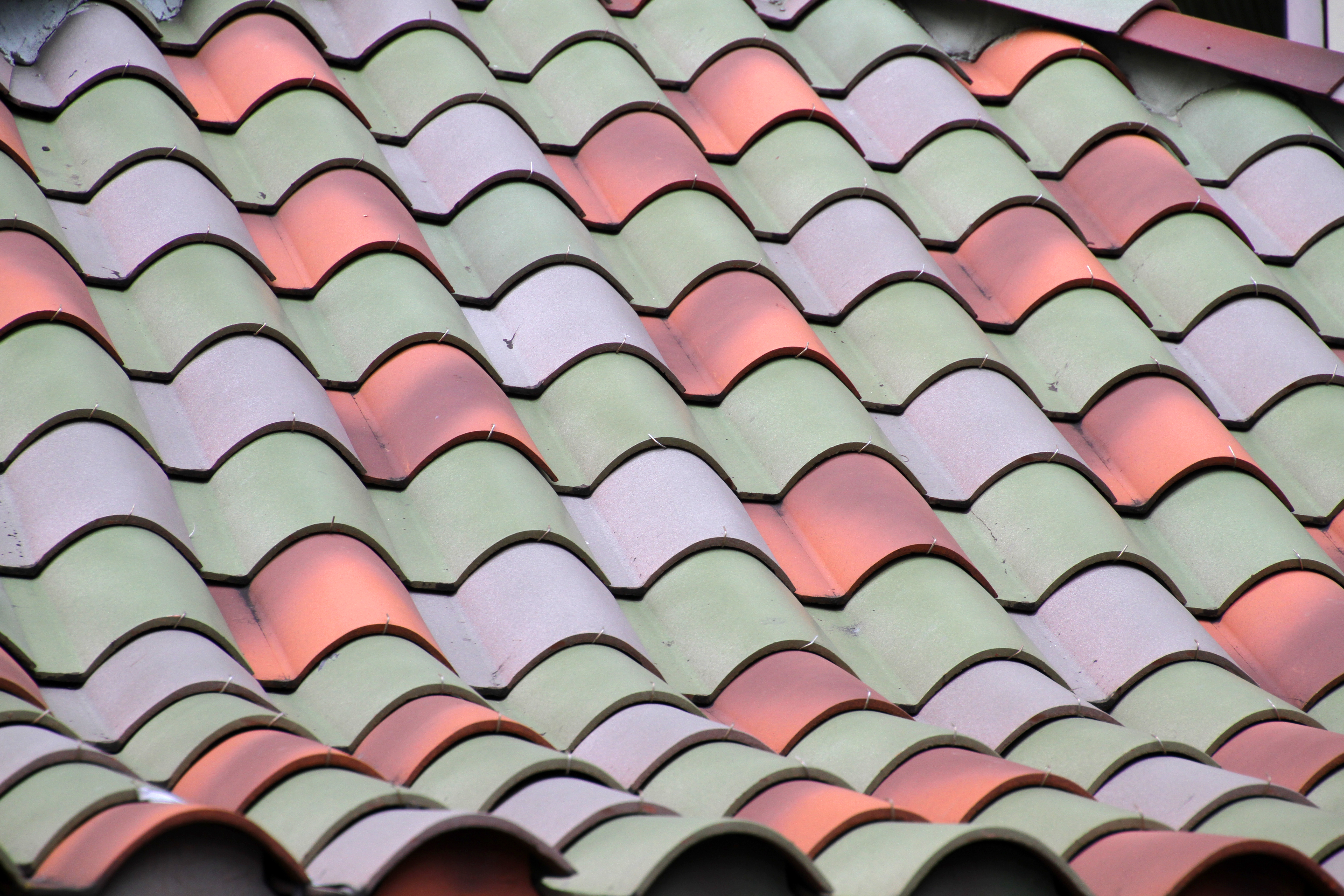
Coppi con motivo "spagnolo".
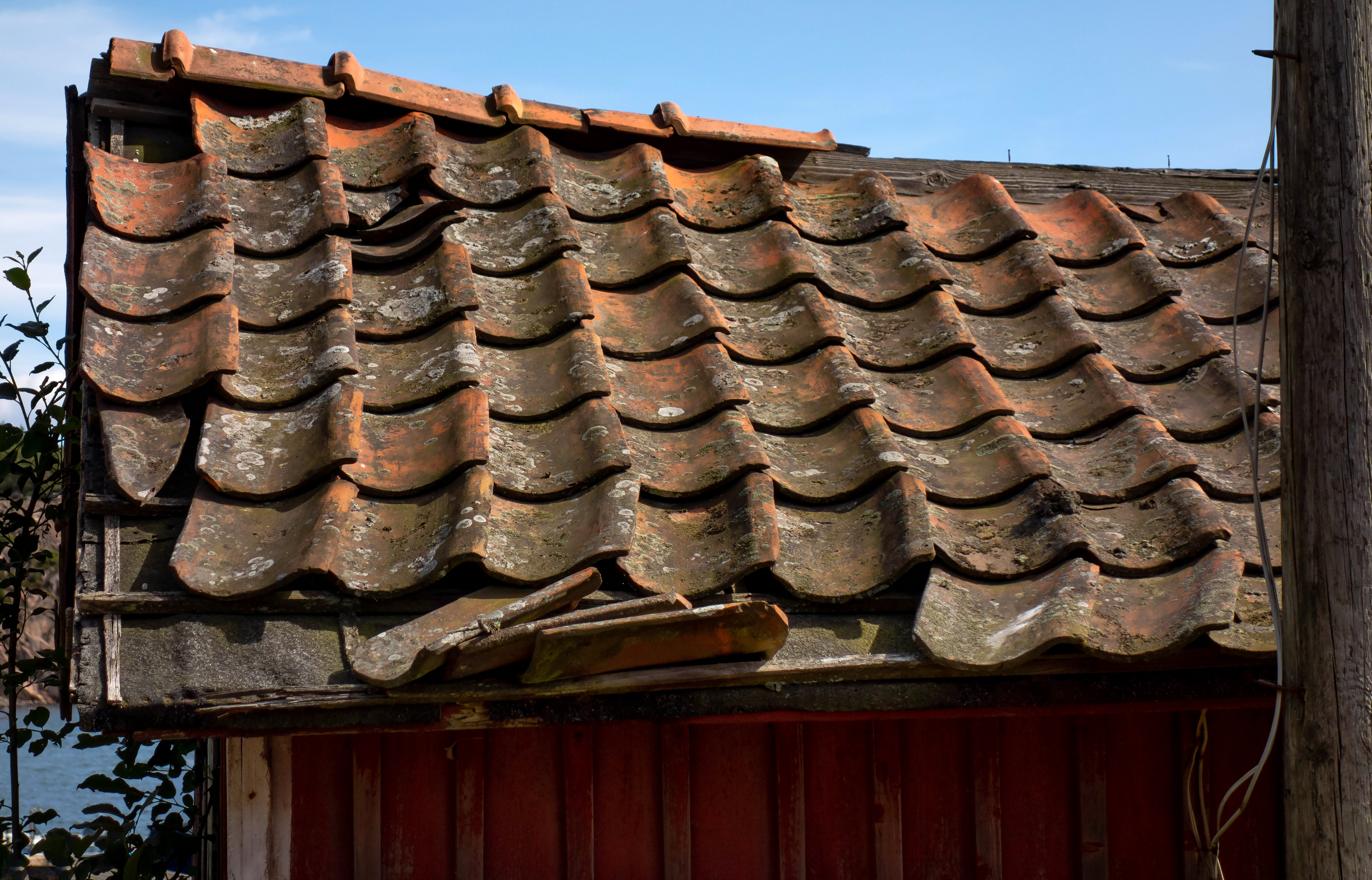
Tegole tipiche dello stile scandinavo a Lahälla, comune di Lysekil, Svezia.
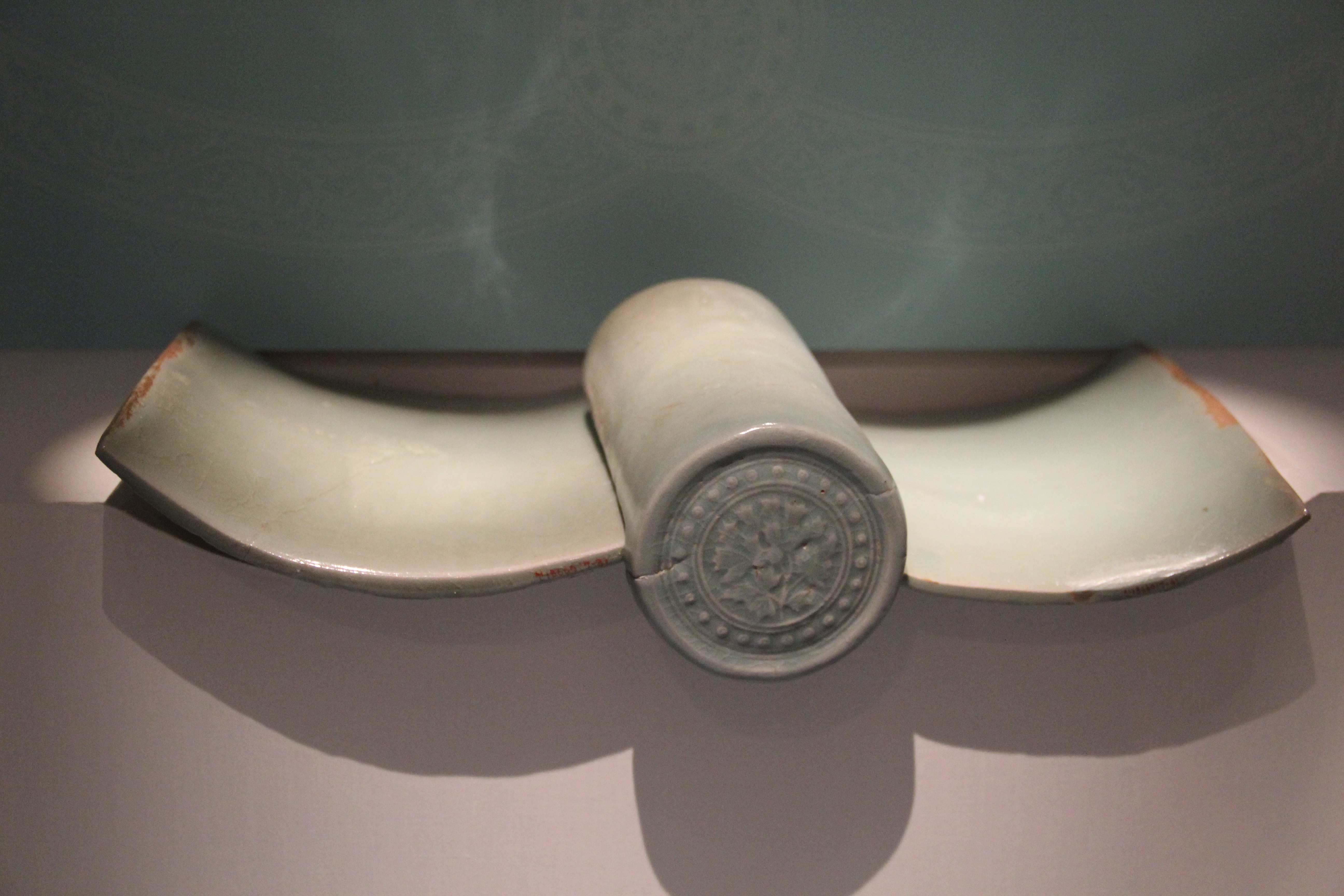
Tegola smaltata Celadon della dinastia Goryeo.
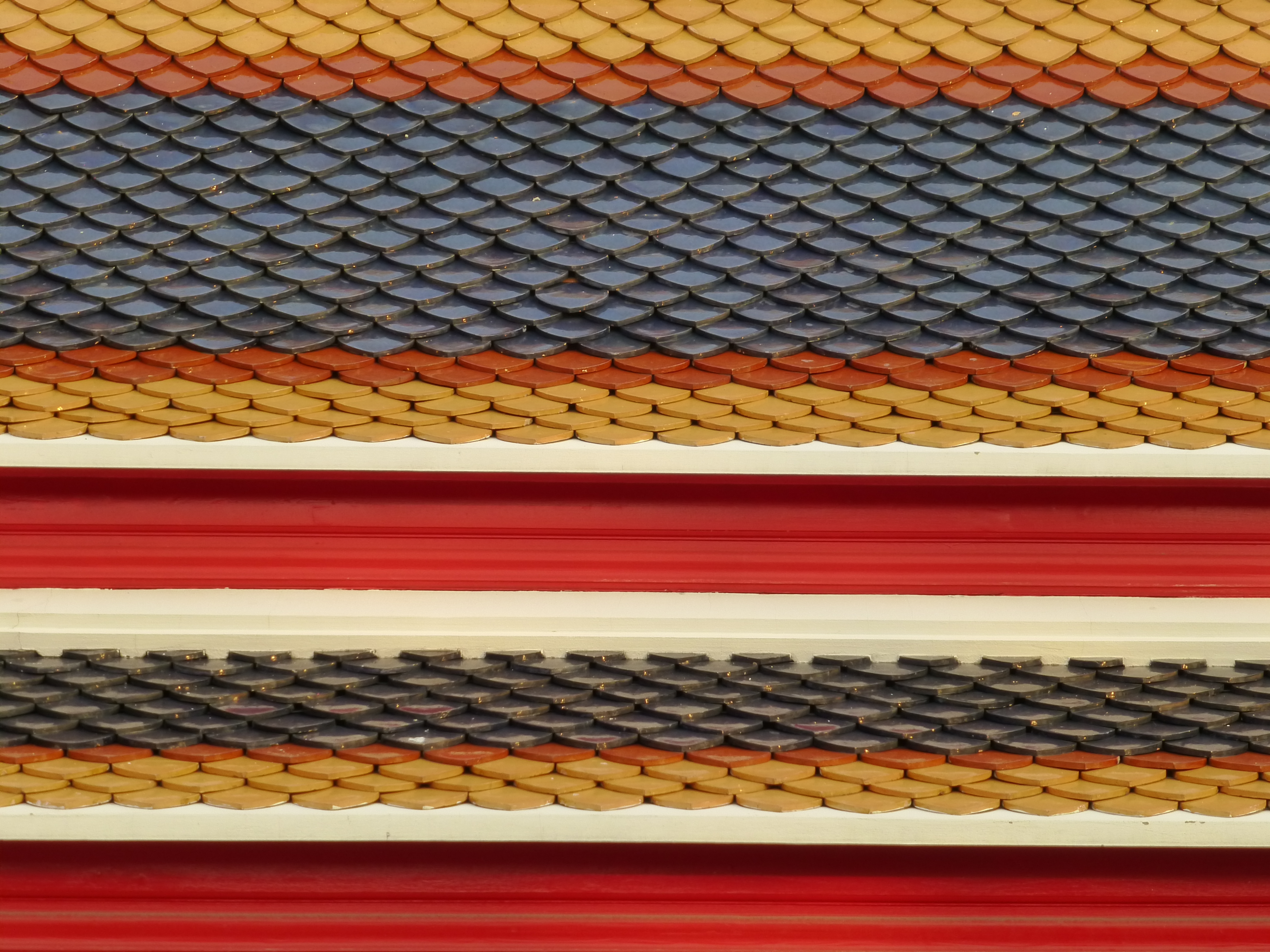
Particolare di un tetto fatto con tegole, Thailandia.
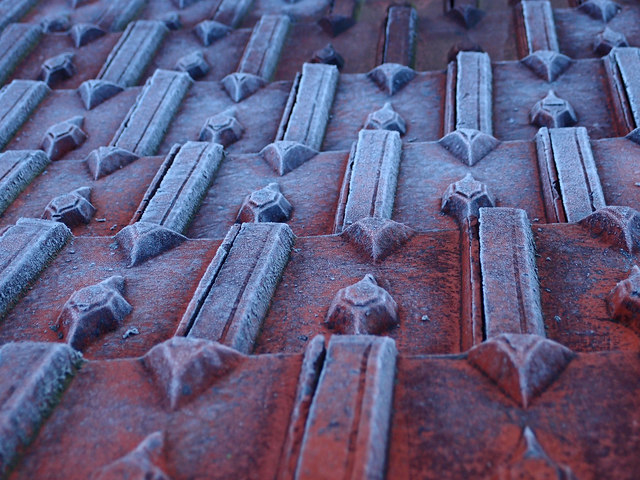
Gelo sulle tegole di un tetto in Gran Bretagna.
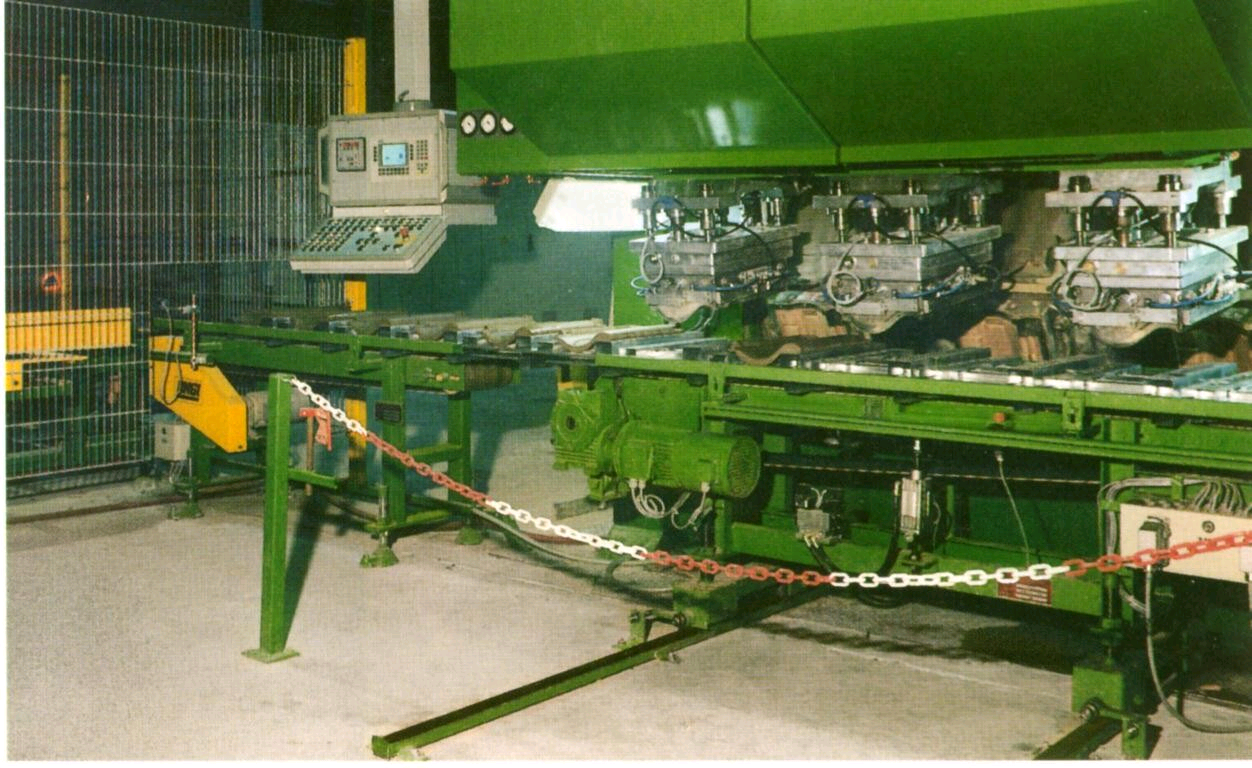
Moderna pressa per tegole in Europa.